# Dimos Kalamaria
Dimos Kalamaria (Kalamaria) är en kommun i Grekland.   Den ligger i prefekturen Nomós Thessaloníkis och regionen Mellersta Makedonien, i den norra delen av landet, 300 km norr om huvudstaden Aten. Antalet invånare är 90 096. Arean är 6,4 kvadratkilometer.
Terrängen i Dimos Kalamaria är platt.